# San Cristóbal (metropolitana di Madrid)
San Cristóbal è una stazione della linea 3 della metropolitana di Madrid.
Si trova sotto all'Avenida de Andalucía, nel distretto di Villaverde.
La sua costruzione ha reso possibile la creazione di un sottopassaggio pedonale che collega le due parti del quartiere di San Cristóbal de los Ángeles, divise dalla Avenida de Andalucía.

## Storia
La stazione fu al pubblico il 21 aprile 2007 quando la linea 3 venne prolungata fino a Villaverde Alto. Questa stazione fu utilizzata come ingresso per le due TBM utilizzate in questo tratto. Per questo motivo è, con i suoi 167m, la stazione più lunga della linea.

## Accessi
Ingresso San Cristóbal
- Moncada Calle de Moncada 13
- Ascensore Calle de Moncada 13
- Avda. Andalucía, pari Avenida de Andalucía (angolo con Calle de San Dalmacio)